# Mustjala
Mustjala (äldre tyska och svenska: Mustel) är en by på ön Ösel i västra Estland. Den ligger i kommunen och landskapet Ösel, 180 km sydväst om huvudstaden Tallinn. Mustjala ligger 14 meter över havet och antalet invånare är 267. Den var tidigare centralort i Mustjala kommun som i samband med kommunreformen 2017 slogs samman med övriga kommuner på ön till Ösels kommun.
Terrängen runt Mustjala är platt. Runt Mustjala är det mycket glesbefolkat, med 4 invånare per kvadratkilometer. Närmaste större samhälle är Kärla, 14 km söder om Mustjala. I omgivningarna runt Mustjala växer i huvudsak blandskog.
Årsmedeltemperaturen i trakten är 4 °C. Den varmaste månaden är juli, då medeltemperaturen är 18 °C, och den kallaste är januari, med −9 °C.